# 고성 정씨
고성 정씨(固城鄭氏)는 경상남도 고성군을 본관으로 하는 한국의 성씨이다. 시조 정가물(鄭可勿)은 고려의 고령에서 여러대 동안 지내온 호족 출신이다.

## 참고 자료
- “고성정씨(固城鄭氏)”. 뿌리를 찾아서.[깨진 링크(과거 내용 찾기)]